# Giambattista Giustinian

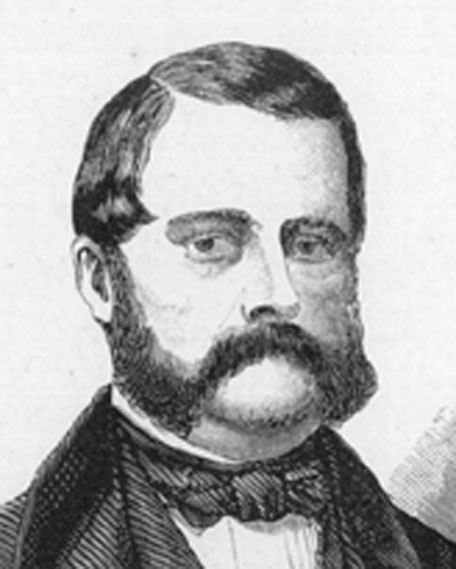
Graaf Giambattista Giustinian

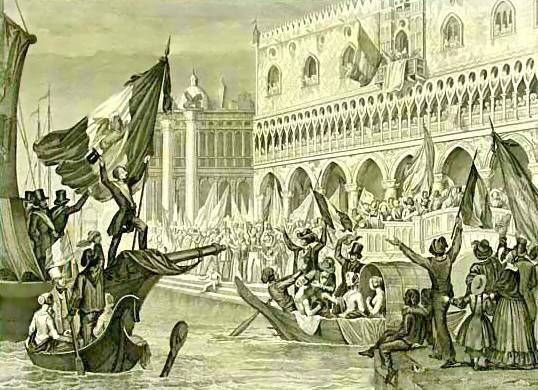
Revolutie in Venetië (1848)

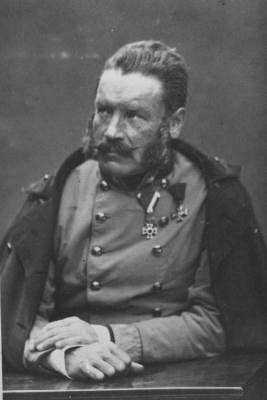
Generaal Karl Moering gaf Venetië op (1866)

Graaf Giambattista Giustinian (Venetië, 25 december 1816 – aldaar, 1 april 1888) was de eerste burgemeester van Venetië in het eengemaakte Italië (1866-1868) alsook nadien nog een periode (1877-1878). Hij was afgevaardigde en senator in het koninkrijk Italië.

## Levensloop

### Oostenrijkers in Venetië
Graaf Giustinian was een zoon van graaf Francesco Giustinian en gravin Lucrezia Priuli uit Venetië. Hij was een grootgrondbezitter met uitgestrekte domeinen in Veneto. Giustinian dweepte met de revolutionaire ideeën die door Europa trokken in het revolutiejaar 1848. Venetië was destijds deel van het keizerrijk Oostenrijk, officieel als het koninkrijk Lombardije-Venetië. In 1848 riep hij, met medestanders, de republiek van San Marco uit, waarbij de Oostenrijkers uit Venetië verjaagd werden. Giustinian was wethouder voor de burgerwacht van Venetië. Hij was volksvertegenwoordiger in de republiek van San Marco, die internationaal niet erkend werd. De repressie door het Oostenrijkse leger was hard en de revolutie stopte.
Giustinian vluchtte naar Turijn, in het koninkrijk Piemonte-Sardinië (1849). Daar ontmoette hij Garibaldi, een voorvechter van de eenmaking van Italië. Ondertussen confisqueerde de Oostenrijkse politie het ene domein na het andere van Giustinian. Zijn vrouw, Elisabetta Michiel, was misnoegd door de opeisingen door de Oostenrijkers. Op haar verzoek schreef Giustinian een brief naar graaf Klemens von Metternich, minister-president in Wenen. Hij wilde niet naar de keizer van Oostenrijk schrijven, waarmee hij zijn minachting toonde voor de Habsburgse staatsmacht. Hij schreef graaf von Metternich dat hij niets wenste te vragen aan de keizer. 
Giustinian organiseerde de vluchtelingenstroom van Venetianen naar Turijn maar ook naar Milaan in Lombardije. Hij was immers voorzitter van het Centraal Comité di soccorso per l’emigrazione di Torino e di Milano (1862).

### Fransen in Venetië

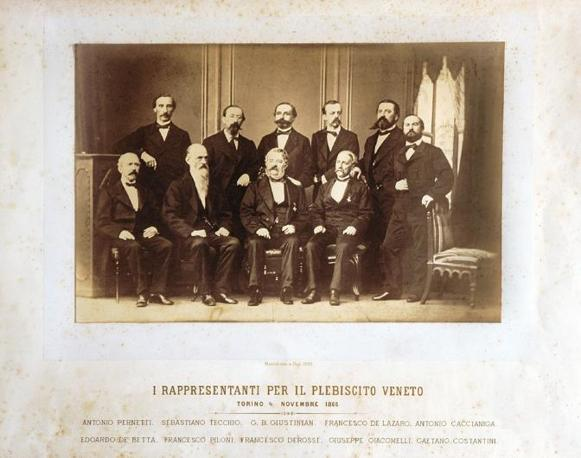
Comité ter aansluiting bij Italië (1866); Giustinian 3e links vooraan

Na het Verdrag van Wenen (1866) trokken de Oostenrijkers weg uit Lombardije-Venetië. In Venetië was het generaal-majoor Karl Moering die de stad overdroeg aan het keizerrijk Frankrijk. Giustinian kreeg van de Oostenrijkers al zijn aangeslagen domeinen en vastgoed terug (1866).
De Fransen bemiddelden en lieten onmiddellijk een volksraadpleging doorgaan (1866) met de vraag of het voormalige Oostenrijks Noord-Italië zich aansloot bij het koninkrijk Italië. Giustinian behoorde tot het organiserend comité van de volksraadpleging. Hun keuze was een duidelijke ja voor aansluiting bij Italië. Lombardije en Veneto sloten zich aan bij Italië (1866). 

### Koninkrijk Italië
Giustinian werd de eerste burgemeester van Venetië (1866-1868) in het eengemaakte Italië. Hij maakte carrière als politicus: hij was provincieraadslid en, nadien provinciaal gedeputeerde van de provincie Venetië. Tevens was hij jaren afgevaardigde (1860-1860; 1864-1888) en, gecombineerd, senator (1866-1888) in Rome. Hij was een tweede maal burgemeester van Venetië (1877-1878); hij liet de haven van Venetië uitbouwen.